# Zamora (Era Hiboria)

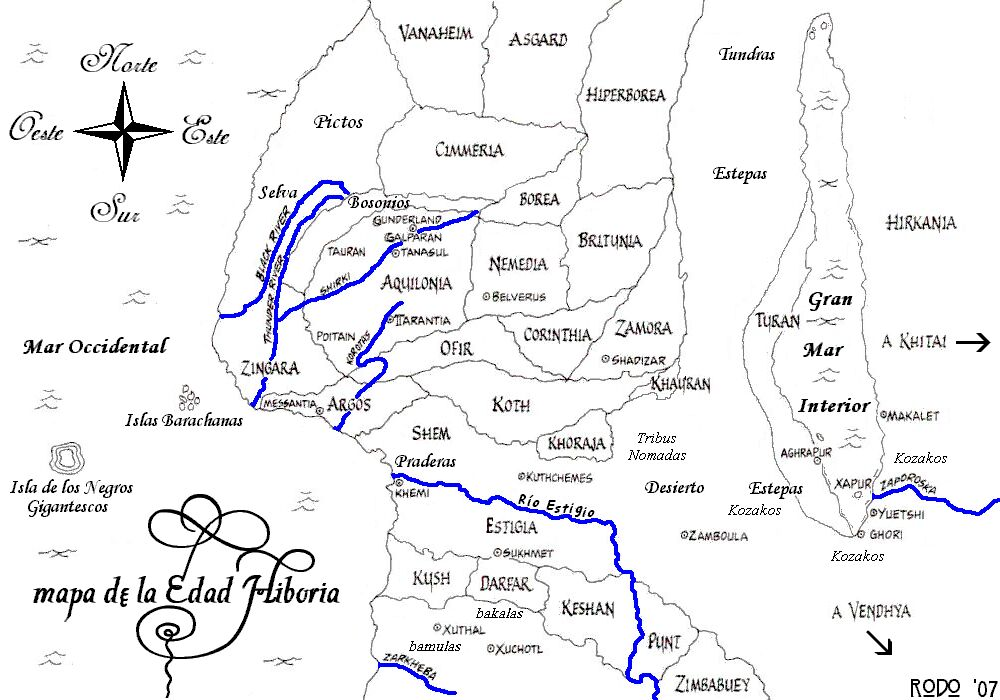
Mapa de la Edad Hiboria con la ubicación del reino ficticio de Zamora.

Zamora es un reino ficticio de los relatos de fantasía de Robert E. Howard. En el ensayo de Robert E. Howard "La Edad Hiboria" se menciona a una raza civilizada de la Era Thuria que sobrevivió al cataclismo que dio paso a la Era Hiboria, en la que Conan vivió sus aventuras, el pueblo de los Zhemris. Supervivientes de los Zhemris fundan el reino de Zamora. El reino de Zamora se encuentra al este de los reino hiborios, limita al norte con Brithunia, a oeste con Corinthia,, al sur con Koth, y al este con Hirkania.En la época de Conan, Zamora aparece como un reino independiente, más tarde será subyugado alternativamente por el Imperio Aquilonio y el Imperio Hircanio. Reino de fronteras entre dos imperios, es devastado por sucesivas guerras. Los zamorios supervivientes, esclavizado por los hirkanios, marcharan al este y mezclándose con los zíngaros, también desplazados de sus tierras, darán fruto a una raza mixta: los gitanos.
Los habitantes de Zamora son descritos como muy morenos y de ojos negros. Zamora parece ser una combinación de dos culturas; la gitana y la judía. Mientras que su geografía cálida y su pueblo seminómada recuerda a la antigua Palestina, algunos elementos culturales como sus danzas recuerdan a los gitanos. Howard; que solía inventar nombres, culturas y hechos en sus relatos que recuerdan o sugieren nombres, civilizaciones y sucesos históricos; tendía a asociar a los españoles con los gitanos como se ve en el caso de Zíngara). 
Conan pasó parte de su adolescencia sobreviviendo en el Maul (una especia de barrio de maleantes) de las ciudades de Zamora como ladrón. De hecho, Zamora era famosa por sus ladrones:"...debes saber que en Zamora, y especialmente en esta ciudad, hay más intrépidos ladrones que en cualquier otro lugar del mundo, incluido Koth...", "Los bribones del lugar eran mayoría: zamorios de piel oscura y ojos negros, con dagas en sus cintos y astucia en sus corazones...". Los ladrones zamorios eran tan hábiles y afamados que a veces se les contrataba para robar por encargo. Zamora también era conocida por sus muchachas de oscuros cabellos y sus torres plagadas de arácnidos.
Entre las ciudades zamorias estaban Shadizar, la Perversa, la capital del reino; Arenjun, la ciudad de los ladrones y Larsha, la Maldita.